# Élection présidentielle colombienne de 1942
L'élection présidentielle colombienne de 1942 se déroule le 3 mai 1942 afin d'élire le président de la République de la Colombie pour la période 1942-1946.

## Candidats

Candidats à l'élection présidentielle colombienne de 1942.
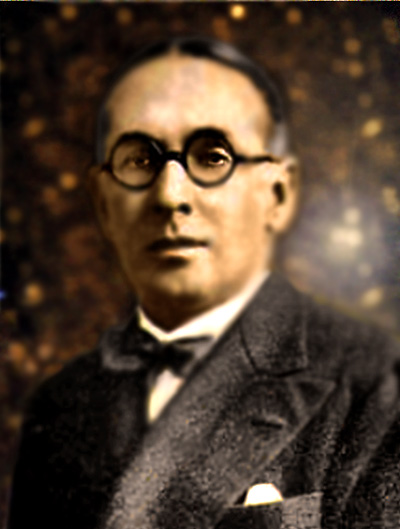
Alfonso López Pumarejo
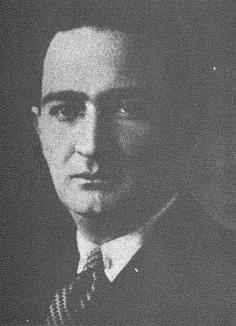
Carlos Arango Vélez

## Résultats
| Candidat à la présidence | Parti ou mouvement                                     | Votes     |
| ------------------------ | ------------------------------------------------------ | --------- |
| Alfonso López Pumarejo   | Libéral                                                | 673 169   |
| Carlos Arango Vélez      | Dissident libéral (avec l'appui du parti conservateur) | 474 637   |
| Total                    | Total                                                  | 1 147 806 |